# Governació de Mahdia
La governació o wilaya de Mahdia (àrab: ولاية المهدية, wilāyat al-Mahdiyya) és una divisió administrativa de primer nivell de Tunísia situada al centre de la costa occidental, a la zona anomenada del Sahel tunisià. La capital és la ciutat de Mahdia. La seva costa té més de 75 km d'aigües turqueses i transparents.
Té una superfície de 2.966 km² i una població aproximada de 389.900 habitants l'any 2008, dels quals més de la meitat són menors de 25 anys.

## Economia
Les activitats principals són la pesca (peix blau), l'agricultura (ametller i sobretot olivera) i el turisme (26 hotels, dels quals 8 són d'alt nivell, i una capacitat de 8.500 llits). És la segona governació en producció de llet del país. Té quatre zones industrials, una a Mahdia (amb una altra en projecte), una a El Djem, una a Ksour Essaf i una a Essouassi (amb una altra en projecte).
Està unida a Tunis per via de ferrocarril.

## Organització administrativa
La governació fou creada el 9 de març de 1974, de la segregació de territoris de les governacions de Sfax i Sussa.
El seu codi geogràfic és 33 (ISO 3166-2:TN-12).

### Delegacions
Està dividida en onze delegacions o mutamadiyyes i 99 sectors o imades:
- Mahdia (33 51)
  - Mahdia (33 51 51)
  - Zouila (33 51 52)
  - Zouila Sud (33 51 53)
  - Rejiche (33 51 54)
  - Réjiche Sud (33 51 55)
  - Chiba (33 51 56)
  - Es-Sâad (33 51 57)
  - Jaouaouda (33 51 58)
  - Ez-Zahra (33 51 59)
  - Zegana (33 51 60)
  - Hiboun (33 51 61)
  - Er-Remal (33 51 62)
  - El Hekaima Est (33 51 63)
  - El Hekaima Ouest (33 51 64)
- Bou Merdes (33 52)
  - Bou Merdes (33 52 51)
  - El Houes (33 52 52)
  - Kerker (33 52 53)
  - Zerata (33 52 54)
  - Er-Rouadhi (33 52 55)
  - Ech-Chouariaa (33 52 56)
  - Bouhlale El Ali Sud (33 52 57)
  - Bouhlale El Ali Nord (33 52 58)
  - Menzel Hamza (33 52 59)
- Ouled Chamekh (33 53)
  - Ouled Chamekh Sud (33 53 51)
  - Ouled Chamekh Sud Nord (33 53 52)
  - Ouled Amor (33 53 53)
  - Chehimet Nord (33 53 54)
  - El Ajilet (33 53 55)
  - Es-Somra (33 53 56)
  - Bou Slim (33 53 57)
  - Meharza Nord (33 53 58)
- Chorbane (33 54)
  - Chorbane (33 54 51)
  - El Mâati (33 54 52)
  - Ech-Chahda Sud (33 54 53)
  - Ech-Chahda Est (33 54 54)
  - El Gouacem Ouest (33 54 55)
  - El Gouacem Est (33 54 56)
  - Ech- Charaf (33 54 57)
  - El Gradha Ouest (33 54 58)
  - El Gradha Est (33 54 59)
  - Ouled El Hannachi (33 54 60)
- Hebira (33 55)
  - Hebira (33 55 51)
  - Menzel Hached (33 55 52)
  - Regaïgua (33 55 53)
  - Ech-Chahda Ouest (33 55 54)
  - El Maherza Sud (33 55 55)
- Essouassi (33 56)
  - Essouassi (33 56 51)
  - Es-Saïda (33 56 52)
  - Sidi Naceur (33 56 53)
  - Sidi Zid (33 56 54)
  - Bou Helal (33 56 55)
  - Cherichira (33 56 56)
  - El Kesasba (33 56 57)
  - Ez-Zairat (33 56 58)
  - Ouled Moulahem Nord (33 56 59)
  - Ouled Moulahem Ouest (33 56 60)
  - Ech-Chahimet Sud (33 56 61)
- El Djem (33 57)
  - Es-Zaouia (33 57 51)
  - El Mourabitine (33 57 52)
  - Riadh Bou Helal (33 57 53)
  - El Aütha (33 57 54)
  - El Mechalet (33 57 55)
  - Zeghabna (33 57 56)
  - Touahria (33 57 57)
  - El Ababsa (33 57 58)
  - Talalsa (33 57 59)
  - El Achaba (33 57 60)
- Chebba (33 58)
  - Chebba Nord (33 58 51)
  - Chebba Sud (33 58 52)
  - Es-Sâafet (33 58 53)
- Melloulech (33 59)
  - Melloulech (33 59 51)
  - El Aïtha (33 59 52)
  - El Mansoura (33 59 53)
  - Ben Hssine (33 59 54)
  - Sidi Abdellaziz (33 59 55)
- Sidi Alouane (33 60)
  - Sidi Alouane Ouest (33 60 51)
  - Sidi Alouane Est (33 60 52)
  - Zorda (33 60 53)
  - Sakiet El Khadem (33 60 54)
  - El Bassatine (33 60 55)
  - Oued Béja Nord (33 60 56)
  - Oued Béja Sud (33 60 57)
  - Zalba Est (33 60 58)
  - Zalba Ouest (33 60 59)
  - En-Nozha (33 60 60)
  - Oued Guellat (33 60 61)
  - Es- Sâada (33 60 62)
- Kssour Essaf (33 61)
  - El Ksar (33 61 51)
  - Ksour Essaf Riadh (33 61 52)
  - El Ktanine (33 61 53)
  - Ksour Essaf Ettakaddoum (33 61 54)
  - Salakta (33 61 55)
  - Ghedabna (33 61 56)
  - Ouled Salah (33 61 57)
  - Sidi Assaker Ouest (33 61 58)
  - Recharcha (33 61 59)
  - El Hessinet (33 61 60)
  - El Bradâa Sud (33 61 61)
  - El Bradâa Nord (33 61 62)

### Municipalitats
Està dividida en divuit municipalitats o baladiyyes i set circumscripcions o dàïres:
- Mahdia (33 11)
  - Mahdia Medina (33 11 11)
  - Hiboun (33 11 12)
  - Ez-Zahra (33 11 13)
- Réjiche (33 12)
- Bou Merdes (33 13)
- Ouled Chamekh (33 14)
- Chorbane (33 15)
- Hebira (33 16)
- Essouassi (33 17)
- El Djem (33 18)
- Kerker (33 19)
- Chebba (33 20)
- Melloulech (33 21)
- Sidi Alouane (33 22)
- Ksour Essef (33 23)
  - Ksour Essef (33 23 11)
  - Salakta (33 23 12)
- El Bradâa (33 24)
- Sidi Zid-Ouled Moulahem (33 25)
- El Hekaima (33 26)
- Talalsa (33 27)
- Zalba (33 28)

## Agermanaments
La governació està agermanada amb els departaments francesos del Loira Atlàntic i de l'Alta Savoia.